# Farias Brito
Farias Brito este un oraș în statul Ceará (CE) din Brazilia.